# Zacharias Esberg den äldre
Zacharias Esberg, född 14 mars 1666, död 26 juni 1708 i Medevi, var en svensk präst, hovpredikant, biskop electus i Växjö stift och homilet. 

## Biografi
Zacharias Esberg var son till hovpredikanten Andreas Laurentii Edsbergius, bondson från Edsbergs socken, och Clara Fogdonia. Den äldre brodern Johan Esberg var redan student vid Uppsala universitet när Zacharias Esberg inskrevs där, tolv år gammal. Han promoverades där 1685 till filosofie magister. 1687 kallades han till tjänsten som garnisonspredikant i Göteborg och 1688 till lektor i Strängnäs, men undanbad sig bägge dessa befattningar för att anta en huspredikantstjänst hos kanslipresidenten greve Bengt Oxenstierna. 
Vid 23 års ålder utnämndes han till pastor vid Svea livgarde i Stockholm och befordrades året därpå till drottning Hedvig Eleonora för att som  hovpredikant ha säte och stämma i hovkonsistorium. I Stockholm blev han genast känd för sin talang, och varje gång han predikade fylldes kyrkorummet ända till trängsel. Detta gjorde att han år 1700 utnämndes till kyrkoherde i Riddarholmens och Bromma församlingar men fortfarande med skyldighet att tjänstgöra som änkedrottningens hovpredikant. 1705 blev han teologie doktor vid Uppsala universitet. År 1708 utfärdades av Karl XII från Brezina i Polen fullmakt för Esberg att efterträda Olaus Cavallius som biskop i Växjö stift men innan fullmakten hade hunnit till Sverige hade Esberg avlidit.
Esberg var gift två gånger. Första hustrun Maria Ångerman var syster till Johan Upmarck Rosenadler. År 1695 gifte han om sig med Kristina Benzelius, dotter till ärkebiskop Erik Benzelius den äldre och Margaretha Odhelia, som var dotter till Erik Odhelius och dotterdotter till Olaus Laurelius, tillhörande Bureätten. Två av Esbergs söner i andra äktenskapet adlades med namnet Bergenskjöld. I första äktenskapet föddes Zacharias Esberg den yngre (1691–1734) som var kyrkoherde och riksdagsman. Svärfar till Peter Spaak.